# Wydział Etnologii i Nauk o Edukacji Uniwersytetu Śląskiego
 Wydział Etnologii i Nauk o Edukacji Uniwersytetu Śląskiego (WEiNE UŚ) – jeden z 12 wydziałów Uniwersytetu Ślaskiego w Katowicach z siedzibą w Cieszynie powstały w 2005 roku po rozwiązaniu ówczesnej filii uczelni w Cieszynie. Kształci studentów na pięciu podstawowych kierunkach zaliczanych do nauk humanistycznych i nauk społecznych, na studiach stacjonarnych oraz studiach niestacjonarnych. Wydział Etnologii i Nauk o Edukacji jest jednostką interdyscyplinarną. W jego ramach znajdują się dwa instytuty. Aktualnie zatrudnionych jest 90 pracowników naukowo-dydaktycznych (z czego 4 z tytułem naukowym profesora, 20 doktora habilitowanego, 45 doktora i 21 magistra). Ponadto wydział współpracuje również z emerytowanymi profesorami, których autorytet wspiera zarówno proces dydaktyczny, jak i przede wszystkim wymianę międzynarodową.
Według stanu na 2016 rok na wydziale studiuje łącznie 1012 studentów oraz kilkunastu doktorantów, odbywających studia doktoranckie w ramach Wydziałowego Studium Doktoranckiego. Wszystkie kierunki i specjalności oferowane na Wydziale Etnologii i Nauk o Edukacji są zgodne z programami nauczania i są realizowane w systemie punktowym ECTS, co umożliwia studentom uczestnictwo w wymianach międzynarodowych i studiach zagranicznych, a także poszukiwanie pracy za granicą.
Wydział Etnologii i Nauk o Edukacji mieści się w cieszyńskim kampusie Uniwersytetu Śląskiego na osiedlu Podgórze przy ulicy Bielskiej.
Na Wydziale działają następujące koła naukowe: Koło Naukowe Zintegrowanej Edukacji Wczesnoszkolnej, Koło Edukacji Międzykulturowej, Koło Naukowe Etnologów, Koło Naukowe Pedagogów, Koło Naukowe Pomocy Społecznej, Koło Animatorów Kultury, Międzywydziałowy Zespół Folkowy „Folkuś”, Pracownia Kształcenia Praktycznego Asystenta Osoby Niepełnosprawnej, a także Laboratorium Badań nad Niepełnosprawnością.
Od 1 października 2019 roku, zarządzeniem Rektora UŚ, Wydział będzie funkcjonował jako Wydział Sztuki i Nauk o Edukacji Uniwersytetu Śląskiego, wskutek połączenia z Wydziałem Artystycznym.

## Kalendarium
- 1971 – powołano do życia Wyższe Studium Nauczycielskie jako Filię Uniwersytetu Śląskiego. Stanowisko kierownika Filii objął doc. dr hab. Józef Chlebowczyk. Nowo powstała jednostka dydaktyczna ma prowadzić działalność edukacyjną w zakresie filologii polskiej, historii wraz z wychowaniem obywatelskim, nauczania początkowego wraz z wychowaniem muzycznym.
- 1972 – doc. dr hab. Józef Chlebowczyk został prorektorem ds. Filii.
- 1975 – na stanowisko prorektora ds. Filii w Cieszynie powołano doc. dr hab. Antoniego Gładysza; powstał Społeczny Komitet ds. Filii w Cieszynie, któremu przewodniczył wojewoda bielski.
- 1976 – zamiejscowa jednostka dydaktyczna Uniwersytetu Śląskiego otworzyła nowy kierunek studiów - pedagogikę przedszkolną.
- 1977 – Filia UŚ zostaje przekształcona w Wydział Pedagogiczno-Artystyczny. W skład struktury jednostki weszły dwa Instytuty: Wychowania Przedszkolnego i Kulturalno-Oświatowego oraz Wychowania Muzycznego i Plastycznego. Utworzono także samodzielny Zakład Nauk Społeczno-Politycznych, Studium Języków Obcych, Studium Wychowania Fizycznego i Studium Wojskowe. Prorektorem ds. Filii został prof. dr hab. Józef Chlebowczyk, doc. dr hab. Antoni Gładszy objął stanowisko dziekana Wydziału.
- 1978 – oferta edukacyjna została poszerzona, powstaje zaoczne studium kształcące w zakresie wychowania przedszkolnego.
- 1980 – w listopadzie miał miejsce dwudniowy strajk okupacyjny studentów. Miejscem wydarzeń był żeński akademik Filii UŚ.
- 1981 – w pierwszych demokratycznych wyborach dziekanów na stanowisko dziekana Wydziału powołano doc. Janusza Seligmana, zniesiono funkcję prorektora ds. Filii, jednocześnie pełnomocnikiem rektora ds. Filii został prof. dr hab. Michał Staszków.
- 1982 – w wyniku reorganizacji Wydziału w miejsce dotychczasowych 3 instytutów i niektórych zakładów powstało 7 katedr.
- 1983 – Filia UŚ w Cieszynie otworzyła nowy kierunek studiów – nauczanie początkowe. Następuje ponowna reorganizacja Wydziału, jednostka uzyskała strukturę instytutową.
- 1984 – prorektorem ds. Filii w Cieszynie został prof. dr hab. Wojciech Kojs, stanowisko dziekana Wydziału objęła doc. dr hab. Helena Danel-Bobrzyk
- 1988 – powstanie Orkiestry Salonowej Filii Uniwersytetu w Cieszynie, twórcą zespołu był prof. Hilary Drozd
- 1990 – dotychczasowy Zakład Teorii Kształcenia został przekształcony w samodzielną katedrę. Nowym prorektorem ds. Filii został doc. dr hab. Kazimierz Ślęczka, na stanowisko dziekana Wydziału została powołana doc. dr hab. Katarzyna Olbrycht.
- 1991 – dotychczasowa Katedra Teorii Kształcenia uzyskała status instytutu. W październiku ukazał się pierwszy numer czasopisma „Filia”, gazety wydawanej przez cieszyńską jednostkę dydaktyczną.
- 1992 – reorganizacja kierunków nauczania oraz struktury organizacyjnej Wydziału przyniosła kolejne zmiany: powstał jeden kierunek pedagogiki oraz wychowanie muzyczne i wychowanie plastyczne; Instytut Wychowania Plastycznego został przemianowany na Instytut Kształcenia Plastycznego, natomiast Instytut Wychowania Muzycznego na Instytut Pedagogiki Muzycznej. Powołany do życia został Międzyinstytutowy Zakład Metodyki Wychowania Muzycznego.
- 1993 – stanowisko prorektora ds. Filii w Cieszynie objął prof. dr hab. Kazimierz Ślęczka, dziekanem Wydziału Pedagogiczno-Artystycznego została prof. dr hab. Katarzyna Olbrycht. Następują kolejne zmiany struktury organizacyjnej wydziału, dotychczasowy Instytut Nauk Pedagogicznych i Społecznych został przekształcony na Instytut Nauk Społecznych i Nauk o Kulturze, Instytut Teorii Kształcenia zyskał nazwę Instytutu Pedagogiki.
- 1995 – I Zjazd Absolwentów Filii Uniwersytetu Śląskiego w Cieszynie. Tego roku cieszyńska jednostka dydaktyczna obchodzi jubileusz 25-lecia istnienia.
- 1996 – prorektorem ds. Filii został prof. dr hab. Alojzy Kopoczek, dziekanem Wydziału prof. dr hab. Andrzej Wójtowicz. Instytut Kształcenia Platycznego został przekształcony w Instytut Sztuki, działalność zakończył Międzyinstytutowy Zakład Psychologii.
- 1997 – spotkanie Prezydenta RP Aleksandra Kwaśniewskiego z władzami uczelni, pracownikami oraz studentami Filii. W tym samym roku w Filii odbyło się posiedzenie Konferencji Rektorów Uniwersytetów Polskich, czasie którego dyskutowano między innymi na temat odpłatności za studia, systemu pomocy stypendialnej, ochronie własności intelektualnej oraz posiedzenie Konferencji Rektorów ds. Kształcenia Uniwersytetów Polskich, którego gościem była pełnomocnik ECTS Zuzanna Toeplitz.
- 1998 – w Filii zorganizowano międzynarodową konferencję naukową na temat „Unia Europejska – szansa czy zagrożenie dla polskiego pogranicza”. Honorowy patronat nad tym wydarzeniem objęli: ks. bp Tadeusz Rakoczy – ordynariusz diecezji bielsko-żywieckiej, ks. bp Paweł Anweiller z diecezji cieszyńskiej Kościoła Ewangelicko-Augsburskiego, prorektor UŚ prof. dr hab. Alojzy Kłopczek oraz wojewoda bielski Andrzej Sikora.
- 2002 – zmiana w obrębie struktury Wydziału. Od tego momentu wydział składa się z dwóch jednostek organizacyjnych: Międzynarodowej Szkoły Nauk o Edukacji i Kulturze oraz Wydziału Artystycznego.
- 2005 – zniesiono Filię w Cieszynie, jako zamiejscową jednostkę organizacyjną. Odtąd Wydziały: Artystyczny i Wydział Etnologii i Nauk o Edukacji stają się integralną częścią uczelni.
- 2009 – kierunek etnologia otrzymuje certyfikat Uniwersyteckiej Komisji Akredytacyjnej.
- 2011 – uzyskanie uprawnień do nadawania stopnia naukowego doktora nauk społecznych w dyscyplinie pedagogika
- 2015 – Uchwała Prezydium Polskiej Komisji Akredytacyjnej w sprawie oceny programowej kierunku "pedagogika" prowadzonym na Wydziale Etnologii i Nauk o Edukacji w Cieszynie Uniwersytetu Śląskiego w Katowicach na poziomie studiów pierwszego i drugiego stopnia o profilu ogólnoakademickim - ocena pozytywna. (kolejna ocena nastąpi w roku 2020/2021)
- 2015 – Uchwała Prezydium Polskiej Komisji Akredytacyjnej w sprawie oceny programowej kierunku "etnologia" prowadzonym na Wydziale Etnologii i Nauk o Edukacji w Cieszynie Uniwersytetu Śląskiego w Katowicach na poziomie studiów pierwszego i drugiego stopnia o profilu ogólnoakademickim - ocena pozytywna.

## Władze (2016-2020)
- Dziekan: prof. dr hab. Zenon Gajdzica
- Prodziekan ds. Studenckich i Kształcenia: dr hab. Bogusław Dziadzia
- Prodziekan ds. Naukowych i Współpracy z Zagranicą: dr hab. Andrzej Kasperek
- Prodziekan ds. Promocji i Współpracy ze Środowiskiem Lokalnym: dr Kinga Czerwińska

## Poczet dziekanów
- 2005–2012: prof. dr hab. Halina Rusek - socjolog (socjologia kultury)
- od 2012 r.: prof. dr hab. Zenon Gajdzica - pedagog (pedagogika specjalna)

## Struktura organizacyjna

### Instytut Etnologii i Antropologii Kulturowej
Dyrektor: dr hab. Maciej Kurcz
Zastępca: dr Anna Drożdż
Kontakt:
ul. Bielska 62, 43-400 Cieszyn
www: www.ieiak.us.edu.pl
Instytut Etnologii i Antropologii Kulturowej UŚ dzieli się na 3 zakłady:
- Zakład Antropologii Pogranicza i Społeczności Lokalnych
  - Kierownik: prof. dr hab. Halina Zofia Rusek
- Zakład Teorii i Badań Kultury Współczesnej
  - Kierownik: dr hab. Jan Kajfosz, prof. UŚ
- Zakład Etnologii i Geografii Kultury
  - Kierownik: dr hab. Maciej Kurcz

### Instytut Nauk o Edukacji
Dyrektor: dr hab. Krzysztof Śleziński, prof. UŚ
Zastępca ds. Naukowych: dr hab. Dorota Sieroń-Galusek
Zastępca ds. Kształcenia: dr Barbara Chojnacka-Synaszko
Kontakt:
ul. Bielska 62, 43-400 Cieszyn
www: www.inoe.us.edu.pl
Instytut Etnologii i Antropologii Kulturowej UŚ dzieli się na 8 zakładów:
- Zakład Historii i Teorii Wychowania
  - Kierownik: dr hab. Andrzej Murzyn
- Zakład Edukacji Kulturalnej
  - Kierownik: prof. dr hab. Katarzyna Olbrycht
- Zakład Edukacji Humanistycznej i Nauk Pomocniczych Pedagogiki
  - Kierownik: dr hab. Eugenia Smyrnova-Trybulska
- Zakład Edukacji Filozoficzno-Społecznej
  - Kierownik: dr hab. Krzysztof Śleziński, prof. UŚ
- Zakład Pedagogiki Ogólnej i Metodologii Badań
  - Kierownik: dr hab. Ewa Ogrodzka-Mazur, prof. UŚ
- Zakład Pedagogiki Społecznej i Edukacji Międzykulturowej
  - Kierownik: dr hab. Alina Szczurek-Boruta
- Zakład Pedagogiki Specjalnej
  - Kierownik: prof. dr hab. Zenon Gajdzica
- Zakład Dydaktyki i Pedagogiki Wczesnoszkolnej i Przedszkolnej
  - Kierownik: dr hab. Urszula Szuścik

## Kierunki kształcenia
Wydział Etnologii i Nauk o Edukacji Uniwersytetu Śląskiego prowadzi następujące kierunki studiów pierwszego stopnia, które trwają 3 lata i kończą się uzyskaniem tytułu zawodowego licencjata. Do wyboru są następujące kierunki i specjalności studiów:
- animacja społeczno-kulturalna z edukacją kulturalną
- etnologia
  - antropologia stosowana i studia kulturowe
  - dziedzictwo kulturowe w sektorze kreatywnym
- oligofrenopedagogika z arteterapią
- pedagogika
  - doradztwo zawodowe i edukacyjne z socjoterapią
  - pedagogika opiekuńczo-wychowawcza z asystentem rodziny
  - zintegrowana edukacja wczesnoszkolna z metodyką edukacji na odległość

Po ukończeniu studiów pierwszego stopnia ich absolwenci mogą kontynuować dalsze kształcenie w ramach studiów drugiego stopnia (magisterskich uzupełniających), które kończą się po 2 latach zdobyciem tytułu magistra. Do wyboru są następujące kierunki i specjalności:
- etnologia
  - ekologia kulturowa
  - etnologiczno-antropologiczna
- pedagogika
  - animacja społeczno-kulturalna z turystyką kulturalną
  - pedagogika opiekuńczo-wychowawcza z terapią pedagogiczną
  - pedagogika społeczna z geragogiką
  - pedagogika społeczna z socjoterapią
  - resocjalizacja z edukacją międzykulturową
  - terapia pedagogiczna i asystent osoby niepełnosprawnej
  - wychowanie przedszkolne z wczesnym wspomaganiem rozwoju dziecka
  - zintegrowana edukacja wczesnoszkolna i terapia pedagogiczna
  - zintegrowana edukacja wczesnoszkolna i wychowanie przedszkolne
- pedagogika osób niepełnosprawnych z arteterapią

Ponadto Wydział oferuje następujące studia podyplomowe.
- arteterapia
- edukacja wczesnoszkolna i wychowanie przedszkolne
- pedagogika specjalna w zakresie oligofrenopedagogiki
- wczesne wspomaganie rozwoju dziecka niepełnosprawnego
- resocjalizacja z interwencją kryzysową

Na Wydziale Etnologii i Nauk o Edukacji Uniwersytetu Śląskiego prowadzone są także studia doktoranckie (trzeciego stopnia) w zakresie pedagogiki.
Wydział ma uprawnienia do nadawania następujących stopni naukowych.
- doktora nauk społecznych w zakresie: pedagogiki

## Czasopisma
- „Studia Etnologiczne i Antropologiczne”
- „Edukacja Międzykulturowa”
- „Problemy edukacji, rehabilitacji i socjalizacji osób niepełnosprawnych”
- „Cieszyński Almanach Pedagogiczny”. weinoe.us.edu.pl. [zarchiwizowane z tego adresu (2016-10-26)].
- Czasopismo międzynarodowe "International Journal of Research in E-learning" (IJREL)
- „Edukacja Międzykulturowa”
- „Edukacja małego dziecka”
- „Dialog bez granic”.
- „Studia z Filozofii Polskiej”
- „Filozofia i Pedagogika”
- „Pedagogika a etnologia i antropologia kulturowa: wspólne obszary badań”
- „Cieszyńskie Naukowe Forum Studenckie”. weinoe.new.us.edu.pl. [zarchiwizowane z tego adresu (2016-10-25)].
- „Pedagogika społeczna”

## Siedziba
Siedziba Wydziału Etnologii i Nauk o Edukacji Uniwersytetu Śląskiego w Katowicach z siedzibą w Cieszynie mieści się w budynku powstałym w 1911 roku jako gmach Polskiego Męskiego Seminarium Nauczycielskiego, założonego przez Macierz Szkolną dla Księstwa Cieszyńskiego w 1904 roku. Obiekt wzniesiono na zakupionej w 1908 roku parceli należącej do Czempiela z Frysztatu. W przetargu wygrał Robert Lewak (343 tys. koron) nad Ludwikiem Kametzem (362 tys. koron). W 1971 roku wykorzystując 60-letnie tradycje Polskiego Seminarium Nauczycielskiego, utworzono w Cieszynie Wyższe Studium Nauczycielskie jako Filię Uniwersytetu Śląskiego, która prowadziła edukację w zakresie filologii polskiej, historii, wychowania obywatelskiego, nauczania początkowego i wychowania muzycznego. W 1977 roku Filia, zachowując swój dotychczasowy status, została przekształcona w Wydział Pedagogiczno-Artystyczny. Obecnie w budynku mieszczą się: Wydział Artystyczny oraz Wydział Etnologii i Nauk o Edukacji Uniwersytetu Śląskiego.

## Adres
Wydział Etnologii i Nauk o Edukacji w Cieszynie
Uniwersytetu Śląskiego w Katowicach
ul. Bielska 62
43-400 Cieszyn